# جری ام لایننجر
جری مایکل لایننجر (به انگلیسی: Jerry Michael Linenger) فضانورد اهل ایالات متحده آمریکا است که در ۱۶ ژانویهٔ ۱۹۵۵ میلادی در دیترویت شرقی، میشیگان زاده شد. وی در مأموریت اس‌تی‌اس-۶۴، اس‌تی‌اس-۸۱، میر ئی‌او-۲۲، اس‌تی‌اس-۸۴ حضور داشته‌است.